# 公子買 (齊國)
公子買，又称公子賈，春秋时期齐国的公子。
前552年（周灵王二十年、鲁襄公二十一年、齐庄公二年），齐庄公派庆佐做大夫，讨伐异母弟公子牙的亲族，在句渎之丘（今山东菏泽市北）抓了公子买。公子鉏逃亡鲁国。叔孙还逃亡到燕国。前545年（周灵王二十七年、鲁襄公二十八年、齊景公三年），庆氏逃亡，齐国把公子鉏从鲁国、叔孙还从燕国、公子賈从句渎之丘都召回来，为他们准备了器物用具并且发还给他们封邑。